# جیم کوستا
جیم کوستا (به انگلیسی: Jim Costa) نمایندهٔ حوزه انتخابیه شانزدهم کالیفرنیا از حزب دموکرات ایالات متحده آمریکا در مجلس نمایندگان ایالات متحده آمریکا است که برای نخستین‌بار در ۷ ژانویه ۲۰۰۵ میلادی به‌عضویت این مجلس درآمد.